# Carlos García-Die
Carlos García-Die Sánchez (Barcelona, 7 de julio de 2000) es un futbolista español que juega como defensa en el C. E. Sabadell F. C. de la Primera Federación.

## Trayectoria
Formado en el fútbol base del R. C. D. Espanyol y el C. F. Damn, se unió a la U. E. Cornellà en 2019 y comenzó su carrera como jugador sénior cedido en el Terrasa F. C. en la campaña 2019-20. Regresó a Cornellà para la siguiente temporada, quedándose en la plantilla del primer equipo.
El 4 de julio de 2022 se oficializó su incorporación al Cádiz C. F. para jugar en su filial en la Segunda Federación. Logró debutar con el primer equipo cadista el siguiente 30 de diciembre al entrar como suplente en los minutos finales de un empate por 1-1 frente a la U. D. Almería en la Primera División de España.
El 25 de agosto de 2023 fue cedido al Córdoba C. F. que militaba en la Primera Federación. Con ellos consiguió un ascenso a Segunda División y las siguientes temporadas, una vez desvinculado de la entidad gaditana, siguió compitiendo en la tercera categoría con Unionistas de Salamanca C. F. y C. E. Sabadell F. C.

## Clubes
Actualizado al último partido disputado el 26 de abril de 2025.
| Club                          | País   | Año       | Partidos | Goles |
| ----------------------------- | ------ | --------- | -------- | ----- |
| U. E. Cornellà                | España | 2019-2022 | 29       | 2     |
| Terrasa F. C. (cedido)        | España | 2019-2020 | 20       | 1     |
| Cádiz C. F. Mirandilla        | España | 2022-2023 | 30       | 0     |
| Cádiz C. F.                   | España | 2022      | 1        | 0     |
| Córdoba C. F. (cedido)        | España | 2023-2024 | 18       | 1     |
| Unionistas de Salamanca C. F. | España | 2024-2025 | 19       | 1     |
| C. E. Sabadell F. C.          | España | 2025-act. |          |       |